# Lepturgantes flavovittatus
Lepturgantes flavovittatus är en skalbaggsart som först beskrevs av Gilmour 1959.  Lepturgantes flavovittatus ingår i släktet Lepturgantes och familjen långhorningar. Inga underarter finns listade i Catalogue of Life.